# 有毛細胞白血病
有毛細胞白血病（ゆうもうさいぼうはっけつびょう、英: Hairy cell leukemia）とは、B細胞由来の白血病で、周囲に毛様の突起を出す白血細胞を特徴とする疾患である。

## 症状
全身倦怠感、発熱、食欲不振、脾腫（80～90％）、肝腫大（30～40%）、皮下出血、点状出血を認め、慢性に経過し、汎血球減少を呈し、骨髄は骨髄穿刺をしても穿刺液が引けない状態 (dry tap) となる。

## 疫学
欧米では比較的発症頻度が高く、アメリカ合衆国では全白血病患者の2%から3%を占めると言われているが、日本を含むアジアやアフリカでは発症頻度が低く、地域差が報告されている。男女比は4から5 : 1と男性の発症頻度が高い。診断時の平均年齢は50歳から55歳である。

## 検査
骨髄ではびまん性のhairy cellの浸潤、特徴的な蜂巣様組織像、繊維化が見られる。
末梢血または骨髄の塗抹標本を作成して、細長い細胞突起を有する腫瘍細胞を同定することにより診断する。酸ホスファターゼ染色が強陽性となる。フローサイトメトリーなどにより表面抗原を同定することで、補助診断することができる。典型的な有毛細胞白血病では、CD19, CD20, CD22, CD11c, CD25, CD103が陽性となるが、variantではCD25やCD103が陰性となる場合がある。
なお、脾辺縁帯リンパ腫 splenic marginal zone lymphoma(SMZL) の一部では、類似する細胞突起を伴う腫瘍細胞が存在するため、注意深く鑑別する必要がある。SMZLとの鑑別には、CD5, CD10の発現の有無や、SMZLは骨髄浸潤しにくいこと、脾臓への浸潤の有無が参考となる。
全ての症例でBRAF V600E変異が陽性となると報告されている。しかし、悪性黒色腫、甲状腺癌、卵巣癌や大腸癌など他の癌腫でも同様の変異が報告されていることから、特異度が低いことに留意する。

## 治療
無症状で進行しない場合は経過観察する場合もあるが、脾腫や血球減少、B症状を伴う場合は化学療法を行う。以前はインターフェロンαが用いられていたが、現在はより効果が高いプリンアナログを用いる。日本では、クラドリビン (ロイスタチン)が保険適応を有する 。有毛細胞白血病はB細胞由来のため抗CD20抗体であるリツキシマブの併用を考慮する。
初発の有毛細胞白血病患者に対するプリンアナログの治療効果は、完全寛解が80-90%と報告されている。
VRAF V600E変異を有するため、VRAF阻害薬であるベムラフェニブの有効性が期待されているが、2020年現在はベムラフェニブの適応疾患には含まれていない。